# Prairie County, Arkansas
Prairie County är ett administrativt område i delstaten Arkansas, USA. År 2010 hade countyt 8 715 invånare. De administrativa huvudorterna (county seat) är Des Arc och De Valls Bluff. 

## Geografi
Enligt United States Census Bureau så har countyt en total area på 1 750 km². 1 673 km² av den arean är land och 77 km² är vatten. 

### Angränsande countyn
- White County - nord
- Woodruff County - nordöst
- Monroe County - öst
- Arkansas County - syd
- Lonoke County - väst